# Фёдоровка (Александрийский район)
Фёдоровка (укр. Федорівка) — бывшее село в Александрийском районе Кировоградской области Украины.
Население по переписи 2001 года составляло 5 человек. Почтовый индекс — 28035. Телефонный код — 5235. Код КОАТУУ — 3520386207.
В 1840—1850 гг., когда в этих краях служил А. А. Фет, в Федоровке находилось имение сестры знакомого Фета — А. Л. Бржеского. Здесь жила родственница хозяйки, Мария Лазич, ставшая любовью всей жизни Фета, посвящавшего ей в последующие годы многие стихи. После отказа Фета от брака Мария Лазич погибла в 1850 г. в результате несчастного случая — от непогашенной спички, огонь которой перебросился на её платье.
Снято с учёта решением Кировоградского областного совета от 27 декабря 2013 года